# In Diplomatic Circles
In Diplomatic Circles é um filme mudo norte-americano de 1913, do gênero drama, dirigido por Anthony O'Sullivan e D. W. Griffith, provavelmente.

## Elenco
- Walter Miller
- William J. Butler
- Constance Johnson
- Charles West
- Lionel Barrymore
- William Courtright
- Harry Hyde
- Harry Carey
- John T. Dillon